# سولد جي إس
سولد جي إس (بالإنجليزية: SolidJS)‏ هي مكتبة جافاسكربت مفتوحة المصدر تستخدم لتطوير واجهات المستخدم التفاعلية على مواقع الويب تركز على البساطة والأداء.
تستخدم سولد طريقة كتابة مقاربة لمكتبة رياكت، ويسهل ذلك على المبرمجين الذين استعملوا رياكت سابقًا التأقلم مع المكتبة.

## نظرة عامة
تكمل فكرة سولد جي اس في تمكين المطورين من كتابة عناصر تركيبية (composable pieces) صغيرة تُدعى مكونات، والتي يمكن إعادة استخدامها مرارًا وتكرارًا في واجهة المستخدم بشكل بسيط وسهل.
تقدم سولد تجربة تطوير تركز على ٤ نقاط أساسية:
1. أداء عالي.
2. استغلال تعابير JSX بشكل كبير.
3. بيئة تطوير عملية وسهلة.
4. تعزيز الإنتاجية.

تعتمد سولد مبدأ التفاعلية، من خلال نمط Observer، عكس رياكت التي تعتمد على مبدأ إعادة التصير و VDOM، ما يعطيها الأفضلية في الإداء عكس باقي مكتبات جافاسكربت التي تعتمد على نمط VDOM.
وتوفر سولد العديد من الفاهيم الحديثة في تطوير واجهات المستخدم مثل Suspense و SSR & Hydration و Lazy Components.

## مثال
مثال على تطبيق أهلًا بالعالم، عبر سولد:
```
import
 
{
 
render
 
}
 
from
 
"solid-js/web"
;

function
 
HelloWorld
()
 
{

  
return
 
(

    
<
h1
>
Hello
 
World
<
/h1>

  
);

}

render
(()
 
=>
 
<
HelloWorld
 
/>
,
 
document
.
getElementById
(
"app"
)
!
);

```